# Zazen
Zazen é a base da prática Zen Budista. O objetivo do zazen é "apenas sentar", com a mente aberta, sem apegar-se aos pensamentos que fluem livremente. Isto é feito tanto através do uso de koans, o principal método Rinzai, ou o sentar-se completamente alerta (o "apenas sentar", shikantaza), o qual é o método da escola Soto. O princípio do zazen é o de que uma vez que a mente esteja livre de suas diversas camadas, pode-se realizar a natureza búdica, atingindo-se a iluminação (satori).

## Prática

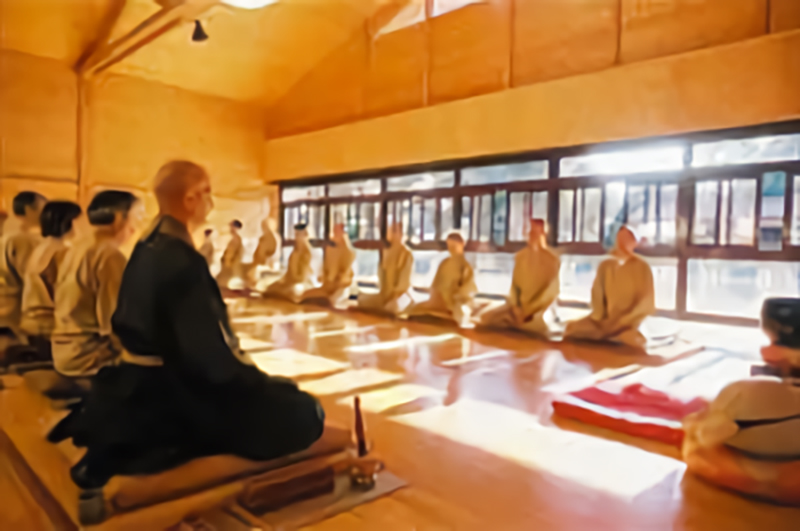
Praticantes budistas em zazen.

A prática do zazen consiste basicamente em sentar-se em uma posição confortável, com a coluna ereta, em períodos de até 40 minutos, intercalados com meditação andando (Kinhin). Durante esse tempo deve-se procurar observar os pensamentos e sensações que surgem, sem buscar reprimi-los, causá-los ou julgá-los. É tradicional o uso de zafu e zabuton como almofadas, na qual o praticante fica sentado.
Um excelente guia para a prática do zazen foi escrita pelo monge zen budista japonês Dogen no século XIII

## Postura
A postura do zazen é sentada, com as pernas cruzadas e as mãos postas, e a coluna ereta, mas firme. As mãos são cruzadas em um mudra simples sobre a barriga. Em muitas práticas, o praticante respira a partir do hara (o centro de gravidade na barriga) e as pálpebras estão semi-abaixadas, os olhos não estão totalmente abertos nem fechados, de modo que o praticante não se distraia nem se desvie de coisas externas. estímulos.
- Kekkafuza
- Hankafuza
- Burmese
- Seiza

Não é incomum que os praticantes modernos pratiquem zazen em uma cadeira,[2] às vezes com uma cunha ou almofada em cima dela para que a pessoa fique sentada em uma inclinação, ou colocando uma cunha atrás da parte inferior das costas para ajudar a manter a naturalidade. curva da coluna.

## Shikantaza
Zazen é considerado o coração da prática budista Sōtō Zen japonesa. O objetivo do zazen é apenas sentar, isto é, suspender todo pensamento crítico e deixar passar palavras, ideias, imagens e pensamentos sem se envolver neles. Os praticantes não utilizam nenhum objeto específico de meditação, permanecendo o máximo possível no momento presente, conscientes e observando o que está acontecendo ao seu redor e o que está passando por suas mentes. Em seu Shobogenzo, Dogen diz: "Sentado fixamente, pense em não pensar. Como você pensa em não pensar? Não pensar. Esta é a arte do zazen."
- Samadhi

Os estágios iniciais do treinamento em zazen lembram a tradicional meditação budista samatha. O aluno começa concentrando-se na respiração no hara/tanden com exercícios de atenção plena na respiração (ānāpānasmṛti), como contar a respiração (sūsokukan 数息観) ou apenas observá-la (zuisokukan 随息観).
Às vezes, os mantras também são usados no lugar da contagem. A prática normalmente deve ser continuada de uma dessas maneiras até que haja uma "unidirecionalidade" adequada da mente para constituir uma experiência inicial de samadhi. Neste ponto, o praticante passa para a prática do koan ou shikantaza.